# Margarodes ruber
Margarodes ruber är en insektsart som beskrevs av Charles Kimberlin Brain 1915. Margarodes ruber ingår i släktet Margarodes och familjen pärlsköldlöss. Inga underarter finns listade i Catalogue of Life.